# Snogo Snow Plow
Le Snogo Snow Plow est une souffleuse à neige américaine conservée dans le comté de Larimer, dans le Colorado. Construit en 1932, il est actif dans le parc national de Rocky Mountain jusqu'en 1952 puis utilisé par la municipalité d'Estes Park jusqu'en 1979. Inscrit au Registre national des lieux historiques depuis le 4 octobre 2006, il est exposé au Beaver Meadows Visitor Center.